# Magdeburger Aufruf 1108
Der Brief um Hilfe gegen die Heiden ist eine Handschrift wahrscheinlich von 1107 oder 1108 in lateinischer Sprache. Der Erzbischof von Magdeburg und einige weitere ostdeutsche Bischöfe bitten darin angeblich Bischöfe und Adlige aus westlichen Gebieten um Hilfe gegen die barbarischen heidnischen Slawen. Die Kirche soll in deren Gebiet wiedererrichtet werden.
Der Charakter dieses Schreibens ist unklar, wahrscheinlich war es kein offizielles Dokument. Es wurde in keiner anderen Quelle jener Zeit erwähnt. Es sind auch keine Ereignisse bekannt, die aus ihm gefolgt wären.

## Inhalt
Der Erzbischof Adalgot von Magdeburg, die Bischöfe von Merseburg, Naumburg, Meißen, Havelberg und Brandenburg bitten einige Bischöfe, Geistliche und Grafen im Rheinland, Lothringen und Flandern, zu helfen, die Gräuel gegen Christen in den slawischen Gebieten zu beenden. Ihnen werden fruchtbare Ländereien versprochen. Es wird ein Sammelpunkt in Merseburg angegeben.
Das Schreiben ist in der Tradition des Kreuzzugsgedankens verfasst, verbunden sind damit Ansprüche einiger Bischöfe und Adliger auf Gebiete östlich der Elbe.
| Angebliche Absender - Erzbischof Adalgot von Magdeburg - Bischof Albuin von Merseburg - Bischof Walram von Naumburg - Bischof Herwig von Meißen - Bischof Hezilo von Havelberg - Bischof Hartbert von Brandenburg - Graf Otto von Ballenstedt - Graf Wiprecht von Groitzsch - Landgraf Ludwig von Thüringen | Angebliche Empfänger - Bischof Reinhard von Halberstadt - Abt Erkenbert von Corvey - Bischof Heinrich von Paderborn - Bischof .. von Minden - Erzbischof Friedrich von Köln - .. von Aachen - Bischof Otbert von Lüttich - Herzog Gottfried von Niederlothringen - Graf Robert von Flandern - Archidiakon Lambert (von Tournai) - Propst Berthold (von Brügge) - Tankred (von Tournai und Brügge) |

## Zeit
Das Schreiben gibt kein Datum an. Die erwähnten Personen weisen auf eine Zeit zwischen 1107 und 1108.
- Erzbischof Adalgot von Magdeburg und Bischof Reinhard von Halberstadt kamen im Frühjahr 1107 in ihr Amt.
- Propst Adalbert von Aachen wurde wahrscheinlich erst 1108 eingesetzt, sein Name ist in der Liste noch nicht enthalten.
- König Heinrich V. hielt sich nur zwischen 1106 und 1109 längere Zeit in Sachsen auf
- Graf Robert II. von Flandern starb 1111.
- Der Treffpunkt der Truppen sollte am Sonnabend der Betwoche vor Pfingsten sein. König Heinrich urkundete am 30. Mai 1108 in Merseburg, also hätte die Zusammenkunft in diesem Jahr stattgefunden haben können.

Der Aufruf könnte also Anfang 1108 oder Ende 1107 verfasst worden sein.
Falls das Schreiben eine Fälschung aus späterer Zeit sein sollte, wären die betreffenden Namen für diesen Zeitraum jedoch sehr exakt.

## Offizielles Dokument?
Die Einleitung des Schreibens ist in dieser Form für mittelalterliche Verhältnisse ungewöhnlich, auch die Reihenfolge der Adressaten folgt nicht ihrem Rang, sondern einer geographischen Entfernungsordnung. Da das Schreiben sonst nirgendwo erwähnt wurde und auch keine Handlungen in dessen Ausrichtung zu dieser Zeit überliefert sind, war das Schreiben wahrscheinlich kein offizielles Dokument der Bischöfe.
Wozu es dann angefertigt wurde und zu welchem Zweck die Abschrift erhalten blieb, ist unklar.
In der Forschung gibt es bis heute keine schlüssige Erklärung, es ist wahrscheinlich ein Entwurf. Es wurde in den frühen Interpretationen auch eine Stilübung in Erwägung gezogen.

## Verfasser
Es ist bis heute auch nicht klar, in welcher Kanzlei oder in welchem Scriptorium das Schreiben entstand.
Da der Graf Robert von Flandern als einziger als gloriosissimus (sehr gerúhmt) bezeichnet wurde und drei nachrangige flämische Geistliche genannt wurden, deren Namen im ostsächsischen Raum wahrscheinlich nicht bekannt waren, wird ein flämischer Geistlicher als Schreiber angenommen.

## Handschrift
Der Text ist in einer Abschrift erhalten. Diese befindet sich in der Universitäts- und Landesbibliothek Darmstadt, Hs. 749 ff. 86v–88v. Vorher war sie im Kloster Grafschaft im Sauerland.

## Editionen
Lateinisch
- Wilhelm Wattenbach: Handschriftliches. In: Neues Archiv der Gesellschaft für ältere deutsche Geschichtskunde. Band 7. 1882. S. 624–626.
- Paul Fridolin Kehr: Urkundenbuch des Hochstifts Merseburg. Teil I. Halle a. S., 1899. S. 75–77 Nr. 91.
- Friedrich Israel, Walter Möllenberg: Urkundenbuch des Erzstifts Magdeburg. Teil 1. Magdeburg 1937. S. 249–252 Nr. 193.

Lateinisch und deutsch
- Herbert Helbig, Lorenz Weinrich: Urkunden und erzählende Quellen zur deutschen Ostsiedlung im Mittelalter.,(= Ausgewählte Quellen. Band 26/1) Band 1. Darmstadt 1968. S. 96–103.
- Lutz Partenheimer: Die Entstehung der Mark Brandenburg. Böhlau, Köln, Weimar, Wien 2007. S. 115–121.

Deutsch
- Peter Knoch: Kreuzzug und Siedlung. Studien zum Aufruf der Magdeburger Kirche von 1108. In: Jahrbuch für die Geschichte Mittel- und Ostdeutschlands. Band 23. 1974. S. 1–33, hier S. 4–6.
- George Adalbert von Mülverstedt: Regesta Episcopatus Magdeburgensis. Theil 1. Magdeburg 1876. S. 348f. gekürzte und leicht veränderte Übertragung (Regest)